# Клиново
Вижте пояснителната страница за други значения на Клиново.
Клиново (на македонска литературна норма: Клиново) е село в Северна Македония, в община Кавадарци.

## География
Селото е разположено в източната част на областта Тиквешко Мариово, югозападно от общинския център Кавадарци. Селото е планинско, на надморска височина от 770 метра. Землището му е 76,8 km2. Преобладават горите с 5801 ха, обработваемите земи са 251 ха, а пасищата 103 ха.

## История
В Клиново има две църкви, посветени на Свети Архангел Михаил – стара, изписана и изградена до нея в 1860 година нова, голяма, без фрески. Днес и двете са запуснати.
В XIX век Клиново е чисто българско село в Рожденска нахия (Морихово) на Тиквешка кааза на Османската империя. Според статистиката на Васил Кънчов („Македония. Етнография и статистика“) от 1900 година Клино има 650 жители, всички българи християни.
Цялото християнско население на селото е под върховенството на Българската екзархия. По данни на секретаря на екзархията Димитър Мишев („La Macédoine et sa Population Chrétienne“) в 1905 година във Клино (Klino) има 680 българи екзархисти и работи българско училище.
По данни на българското военно разузнаване в 1908 година:
| „ | Клиново [e] чифлик, броящ около 80 къщи. То е едно от най-бедните и диви селав Мориховската планина. | “ |

По време на Балканската война в 1912 година един човек от Клино се включва като доброволец в Македоно-одринското опълчение.

### Преброявания[1]
| Националност | 1948 | 1953 | 1961 | 1971 | 1981 | 1991 | 1994 | 2002 |
| ------------ | ---- | ---- | ---- | ---- | ---- | ---- | ---- | ---- |
| Общо         | 492  | 409  | 418  | 15   | 0    | 2    | 5    | 0    |
| македонци    |      | 404  | 415  | 15   | 0    | 2    | 5    | 0    |
| албанци      |      | 0    | 0    | 0    | 0    | 0    | 0    | 0    |
| турци        |      | 0    | 0    | 0    | 0    | 0    | 0    | 0    |
| роми         |      | 0    | 0    | 0    | 0    | 0    | 0    | 0    |
| власи        |      | 0    | 0    | 0    | 0    | 0    | 0    | 0    |
| сърби        |      | 1    | 1    | 0    | 0    | 0    | 0    | 0    |
| бошняци      |      | 0    | 0    | 0    | 0    | 0    | 0    | 0    |
| други        |      | 4    | 2    | 0    | 0    | 0    | 0    | 0    |

## Личности
Родени в Клиново
- Васил Филев, български революционер от ВМОРО, четник на Никола Иванов[7] и на Иван Наумов Алябака[8]

Починали в Клиново
- Шина Андреева (1918 – 1944), българска партизанка, деец на НОВМ